# Brenda & Robert Vale
La Doctora Brenda Vale y el Doctor Robert Vale son arquitectos, escritores, investigadores y pioneros entre los principales expertos en el ámbito de la vivienda sustentable.
Después de sus estudios de arquitectura en la Universidad de Cambridge, en 1975 publican "La casa autónoma", una guía técnica para el desarrollo de soluciones de viviendas que usan las energías renovables, respetan el medio ambiente, son relativamente simples de mantener, y tiene una apariencia tradicional. El libro ha sido traducido a cinco idiomas y es ampliamente reconocido como un texto básico en el ámbito de la edificación.
A través de la década de 1980 los Vale han diseñado una serie de edificios comerciales en Inglaterra, la casa super aislada "superinsulated Woodhouse" y el Centro Médico en Sheffield.
En la década de 1990 los Vale completan dos importantes proyectos de edificación en Nottinghamshire: la primera en 1993, el primer edificio autónomo en el Reino Unido, una casa de cuatro dormitorios para ellos en la histórica ciudad de Southwell. Su libro "La Nueva Casa Autónoma" documenta el diseño y construcción de esta casa, que es calentada y alimentada por el sol, produce su agua potable de la lluvia, trata biológicamente sus efluentes, y está en consonancia con su contexto histórico. La casa está completamente fuera de la red a excepción de la línea telefónica y una conexión a la alimentación eléctrica. Esta última toma energía eléctrica de la red cuando los ocupantes están utilizando más electricidad que la producida por los paneles solares montados detrás de la casa, y en ocasiones hay exportaciones de los excedentes de generación.
Otro es el Proyecto de Viviendas Hockerton, de cinco pisos de unidades residenciales utilizando la misma táctica de diseño de paredes gruesas, masa térmica, y super aislamiento térmico. La autoridad de vivienda local ahora toma estas ideas como parte de su política oficial. Hecho que permitió la construcción de un centenar de casas autónomas.
Los Vale luego emigran a Auckland, Nueva Zelanda (donde las condiciones y la demanda de vivienda autosuficiente eran altas) en 1996 y se establecen en la Universidad de Auckland, donde se dedican a la investigación y docencia universitaria, trabajando con candidatos a Maestría y doctorado siendo uno de los últimos proyectos de asesoría el realizado por la Profesora Vale en análisis de viviendas en climas áridos trabajo realizado por el PhD (ABD) Paul Martin Vanzer.Posteriormente se mudan a Wellington donde son profesores honoríficos de Victoria University. Encargado por el gobierno australiano, han elaborado un sistema de clasificación único edificio llamado NABERS que mide el curso del impacto ambiental de los edificios existentes. Según Brenda, esta es su obra más importante.